# 347 î.Hr.

## Nașteri
- dată necunoscută: Roxana  (d. 310 î.Hr.)

## Decese
- Archytas, filosof, matematician, astronom, strateg militar grec, (n. 428 î.Hr.)
- Platon, filosof al Greciei antice, (n. 427 î.Hr.)